# Clube Atlético Pirassununguense
O Clube Atlético Pirassununguense é um clube brasileiro de futebol da cidade de Pirassununga, interior do estado de São Paulo. Foi fundado em 7 de setembro de 1907 e suas cores são preto e branco. É o 3º clube mais antigo do estado de São Paulo e o 14º mais antigo do Brasil.

## História
Toda a história do futebol da cidade de Pirassununga passa necessariamente pelo Clube Atlético Pirassununguense. Tradicionalíssima equipe da Mogiana, e uma das mais antigas do país, o CAP sempre esteve nas disputas promovidas pelas ligas paulistas.
A primeira partida oficial do clube, foi realizada em 23 de fevereiro de 1908, contra o antigo Paulista de São Carlos, clube que foi fundado em 1 de setembro de 1903; em jogo amistoso no qual o Pirassununguense venceu por 2 a 1.
Na década de 1950, se afastou do profissionalismo e conquistou o título de Campeão amador do Interior, em 1954. Após 25 apresentações no Campeonato Paulista profissional, paralisou suas atividades no esporte bretão em 1992.
Depois de estar licenciado por 8 anos, fez, em 2000, uma parceria com o Guarani de Campinas e, a partir de 2001, voltou às disputas montando um bom elenco, mas não obtendo o acesso para o Campeonato Paulista de Futebol - Série A3.
Participou do Campeonato Paulista de Futebol - Série B em 2007 (eliminado na primeira fase) e, em 2008 e 2009, decidiu não disputar..
É o clube que "revelou" o meio-campista Alex, que jogou durante uma temporada no C.A.P, quando, em 2001, havia a parceria com o Guarani. É o segundo clube de futebol mais antigo do estado de São Paulo, ainda em atividade, atrás somente da Ponte Preta, e o mais antigo da região.

## Estádio Bellarmino Del Nero
Com capacidade para 5.300 pessoas, o estádio Bellarmino Del Nero, também conhecido como BDN ou Bellarminão, foi inaugurado em 7 de fevereiro de 1931 e sua primeira partida foi entre o Clube Atlético Pirassununguense e o Juventus, vencida por 2 a 0 pelos donos da casa.
Originalmente, o estádio Bellarmino Del Nero tinha capacidade para 8.000 pessoas.

## Mascote
Presente nas competições oficiais de São Paulo desde a primeira disputa no Campeonato do Interior de 1918, o CAP adquiriu ao longo do tempo o respeito de todos os seus adversários. Assim, em toda a Região, o Pirassununguense era considerado “grande”, e impunha muito respeito. O título de Campeão Amador do Interior de 1954 colaborou para esta fama. Esse fato motivou um apelido que se transformou em mascote: o “Gigante do Vale”.

### Atletas históricos
Durante sua história centenária, o CAP já contou com jogadores que foram destaque no Brasil e no mundo. Dentre esses atletas, destacam-se os meio-campistas Del Nero e Alex, que chegaram até a seleção brasileira.
- Del Nero
- Alex

## Títulos
- Campeonato Paulista Amador de Futebol: 1954.
- Campeonato Paulista do Interior de Futebol: 1954
- Taça Correio Paulistano

## Estatísticas

### Participações
| Aumento | Promovido à divisão superior  |
| Baixa   | Rebaixado à divisão inferior  |
| Inativo | Licenciamento no ano seguinte |

| Competição | Competição         | Temporadas | Melhor campanha           | Anos                                         | A | R |
| São Paulo  | Série A2           | 6          | Sem dados                 | 1950-1951 e 1973-1976                        | – | 1 |
| São Paulo  | Série A3           | 18         | Sem dados                 | 1967-1972, 1977-1983 , 1986-1988 e 1991-1992 | ? | – |
| São Paulo  | Segunda Divisão    | 7          | Sem dados                 | 1966, 2005-2007 e 2012-2014                  | ? | – |
| São Paulo  | Série B2 (extinta) | 3          | 6º colocado (2002 e 2003) | 2002-2004                                    | – | – |
| São Paulo  | Série B3 (extinta) | 1          | 8º colocado (2001)        | 2001*                                        | 1 |   |

- Foi promovido à Série B2 de 2002 por desistência de clubes que iriam disputá-la.

### Últimas dez temporadas
Legenda:
| Campeão Vice-campeão Eliminado nas semifinais | Campeão e promovido à divisão superior Vice-campeão e/ou promovido à divisão superior Rebaixado à divisão inferior | Classificado à fase de grupos da Copa Libertadores Classificado à fase preliminar da Copa Libertadores Classificado à Copa Sul-Americana Campeão do Campeonato do Interior |